# Seznam neapolských biskupů a arcibiskupů
Vznik diecéze neapolské se datuje zhruba do 1. století, náleží k nejstarším na světě. Z prvních 250 let její existence se moc informací o biskupech nedochovalo, teprve u arcibiskupů (arcidiecézí se stala někdy kolem roku 1000) můžeme říci, že známe kompletní jejich seznam a funkční období. Z řad neapolských arcibiskupů vzešli dva papežové, Pavel IV. a Inocenc XII.
| Biskupové neapolští               | Biskupové neapolští | Biskupové neapolští | Biskupové neapolští |
| Jméno                             | Období              |                     |                     |
| --------------------------------- | ------------------- | ------------------- | ------------------- |
| Asprenas                          |                     |                     |                     |
| Epithymetus                       |                     |                     |                     |
| Maro                              |                     |                     |                     |
| Probus                            |                     |                     |                     |
| Paulus I                          |                     |                     |                     |
| Agrippinus                        |                     |                     |                     |
| Eustathius                        |                     |                     |                     |
| Ephebus                           |                     |                     |                     |
| Calepodius                        | doložen k roku 343  |                     |                     |
| Fortunatus I                      | doložen k roku 344  |                     |                     |
| Maximus                           | vypovězený 356      |                     |                     |
| Zosimus                           | c. 356 – c. 362     |                     |                     |
| Severus                           | c. 362 – c. 408     |                     |                     |
| Ursus                             |                     |                     |                     |
| Jan I                             | † 432               |                     |                     |
| Nostrianus                        | 432 – after 452     |                     |                     |
| Timasius                          |                     |                     |                     |
| Felix                             |                     |                     |                     |
| Soter                             | doložen k roku 465  |                     |                     |
| Victor I                          | c. 492/6            |                     |                     |
| Stephen I                         | c. 499/501          |                     |                     |
| Pomponius                         |                     |                     |                     |
| John II Mediocris                 |                     |                     |                     |
| Vincent                           | 554 – 578           |                     |                     |
| Redux                             | 581 – ?             |                     |                     |
| Demetrius                         | ? – 591             |                     |                     |
| Fortunatus II                     | 593 – 600           |                     |                     |
| Paschasius                        | 600 – ?             |                     |                     |
| Jan III                           |                     |                     |                     |
| Caesarius                         |                     |                     |                     |
| Gratiosus                         |                     |                     |                     |
| Eusebius                          |                     |                     |                     |
| Leontius                          | doložen k roku 649  |                     |                     |
| Adeodatus                         |                     |                     |                     |
| Agnellus                          | doložen k roku 680  |                     |                     |
| Julianus                          | ? – 701             |                     |                     |
| Laurentius                        | 701 – 717/8         |                     |                     |
| Sergius I                         | 717/8 – ?           |                     |                     |
| Cosmas                            |                     |                     |                     |
| Calvus                            | 750 – 763           |                     |                     |
| Paul II                           | 763 – 768           |                     |                     |
| Stephen II                        | 767/8 – 799/800     |                     |                     |
| Paul III                          | c. 800 – 821        |                     |                     |
| Tiberius                          | 821 – 841           |                     |                     |
| John IV                           | c. 842 – 849        |                     |                     |
| Athanasius I                      | 849 – 872           |                     |                     |
| Athanasius II                     | 876 (875?) – 898    |                     |                     |
| Stephen III                       | 898 – ?             |                     |                     |
| Athanasius III                    | 937 – ?             |                     |                     |
| Nicetas                           | 962 – ?             |                     |                     |
| Gregory I                         | 966 – ?             |                     |                     |
| Arcibiskupové Neapolští           |                     |                     |                     |
| Sergius II                        | 1005 – 1033         |                     |                     |
| John V                            | 1033 – 1045         |                     |                     |
| Victor II                         | 1045 – 1059         |                     |                     |
| Sergius III                       | 1059 – 1071         |                     |                     |
| John VI                           | 1071 – 1080         |                     |                     |
| Landulf                           | 1080 – 1094         |                     |                     |
| Peter I                           | 1094 – 1100         |                     |                     |
| Gregory II                        | 1116 – 1118         |                     |                     |
| Marinus                           | 1118 – 1151         |                     |                     |
| Sergius IV                        | 1176 – 1190         |                     |                     |
| Anselm                            | 1191 – 1214         |                     |                     |
| Thomas of Capua                   | 1215 – 1216         |                     |                     |
| Peter II of Sorrento              | 1217 – 1247         |                     |                     |
| Bernadino Caracciolo dei Rossi    | 1252 – 1262         |                     |                     |
| Delfino                           | 1262 – 1266         |                     |                     |
| Aiglerio de Borgogna              | 1266 – 1281         |                     |                     |
| Filippo Minutolo                  | 1288 – 1301         |                     |                     |
| Beato Giacomo da Viterbo          | 1302 – 1307         |                     |                     |
| Uberto d'Ormont                   | 1308 – 1320         |                     |                     |
| Matteo Filomarino                 | 1322 – 1323         |                     |                     |
| Bertoldo Orsini                   | 1323 – 1326         |                     |                     |
| Annibale di Ceccano               | 1326 – 1328         |                     |                     |
| Giovanni Orsini                   | 1328 – 1359         |                     |                     |
| Bertrando de Meyshones            | 1359 – 1363         |                     |                     |
| Pietro de Grazia                  | 1363 – 1365         |                     |                     |
| Bernardo de Bouquet               | 1365 – 1368         |                     |                     |
| Bernardo de Rhodez                | 1368 – 1379         |                     |                     |
| Tommaso de Ammanati               | 1379 – 1388         |                     |                     |
| Ludovico Bozzuto                  | 1378 – 1384         |                     |                     |
| Nicola Zanasio                    | 1384 – 1389         |                     |                     |
| Guglielmo Guindazzo               | 1388 – 1399         |                     |                     |
| Enrico Capece Minutolo            | 1389                |                     |                     |
| Nicola Pagano                     | 1399 – 1401         |                     |                     |
| Giordano Orsini                   | 1401 – 1405         |                     |                     |
| Giovanni Bozzutto                 | 1407 – 1415         |                     |                     |
| Giacomo dei Rossi                 | 1418 – 1435         |                     |                     |
| Nicola de Diano                   | 1418 – 1435         |                     |                     |
| Gaspare de Diano                  | 1438 – 1451         |                     |                     |
| Rinaldo Piscicelli                | 1451 – 1457         |                     |                     |
| Oliviero Carafa                   | 1458 – 1484         |                     |                     |
| Alessandro Carafa                 | 1484 – 1505         |                     |                     |
| Vincenzo Carafa                   | 1505 – 1530         |                     |                     |
| Francesco Carafa                  | 1530 – 1544         |                     |                     |
| Rainuccio Farnese                 | 1544 – 1549         |                     |                     |
| Gian Pietro Carafa                | 1549 – 1555         |                     |                     |
| Alfonso Carafa                    | 1557 – 1565         |                     |                     |
| Mario Carafa                      | 1565 – 1576         |                     |                     |
| Beato Paolo Burali d'Arezzo, C.R. | 1576 – 1578         |                     |                     |
| Annibale di Capua                 | 1578 – 1595         |                     |                     |
| Alfonso Gesualdo di Conza (Gonza) | 1596 – 1603         |                     |                     |
| Ottavio Acquaviva d'Aragona       | 1605 – 1612         |                     |                     |
| Decio Carafa                      | 1613 – 1626         |                     |                     |
| Francesco Boncompagni             | 1626 – 1641         |                     |                     |
| Ascanio Filomarino                | 1641 – 1666         |                     |                     |
| Innico Caracciolo                 | 1667 – 1685         |                     |                     |
| Antonio Pignatelli del Rastrello  | 1686 – 1691         |                     |                     |
| Giacomo Cantelmo                  | 1691 – 1702         |                     |                     |
| Francesco Pignatelli              | 1703 – 1734         |                     |                     |
| Giuseppe Spinelli                 | 1734 – 1754         |                     |                     |
| Giuseppe M. Capece Zurlo          | 1802 – 1832         |                     |                     |
| Luigi Ruffo Scilla                | 1802 – 1832         |                     |                     |
| Filippo Giudice Caracciolo        | 1833 – 1844         |                     |                     |
| Sisto Riario Sforza               | 1845 – 1877         |                     |                     |
| Guglielmo Sanfelice D'Acquavella  | 1878 – 1897         |                     |                     |
| Giuseppe Prisco                   | 1898 – 1923         |                     |                     |
| Michele Zezza di Zapponeta        | 1923 – 1923         |                     |                     |
| Alessio Ascalesi, C.PP.S.         | 1924 – 1952         |                     |                     |
| Marcello Mimmi                    | 1952 – 1958         |                     |                     |
| Alfonso Castaldo                  | 1958 – 1966         |                     |                     |
| Corrado Ursi                      | 1966 – 1987         |                     |                     |
| Michele Giordano                  | 1987 – 2006         |                     |                     |
| Crescenzio Sepe                   | 2006 - 2020         |                     |                     |
| Domenico Battaglia                | od 2020             |                     |                     |